# Tetractinomorpha
De onderklasse der Tetractinomorpha vormt een aparte groep binnen de klasse der Demospongiae (gewone sponzen).
Soorten behorende tot de Tetractinomorpha hebben een skelet dat bestaat uit fijne kiezelnaalden, die meestal samenkomen in 1 centraal punt. De sponzen zijn vaak gekleurd in opvallende kleuren. De meeste van de circa 2500 soorten zijn ovipaar.

## Taxonomie
- Orde Astrophorida
- Orde Chondrosida
- Orde Epipolasida
- Orde Hadromerida
- Orde Lithistida
- Orde Orchocladina
- Orde Spirophorida
- Orde Tetracladina
- Orde Tetralithistida